# 2465 Wilson
2465 Wilson è un asteroide della fascia principale del diametro medio di circa 19,91 km. Scoperto nel 1949, presenta un'orbita caratterizzata da un semiasse maggiore pari a 2,7527141 au e da un'eccentricità di 0,0736440, inclinata di 3,85340° rispetto all'eclittica.
L'asteroide è dedicato all'astronomo britannico Robert Wilson.